# André Danican Philidor
André Danican Philidor dit « Philidor l’Aîné » est un compositeur et musicien français né à Versailles vers 1652 et mort à Dreux le 11 août 1730. Bibliothécaire et copiste du roi Louis XIV, il possédait le titre d'Ordinaire de la Musique du Roi.

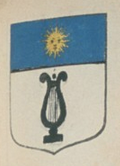
D'argent, à une lyre de sable, au chef d'azur, chargé d'un soleil d'or.

## Biographie
Entré le 12 octobre 1659 à la Grande Écurie du roi en tant que quinte de cromorne et trompette marine, succédant ainsi à son oncle Michel (entré, lui, à l’Écurie en 1651), Philidor « l’aîné » devient hautbois des Mousquetaires de 1667 à 1677. À ce titre, il suit le roi dans la plupart de ses campagnes de Flandres (notamment au siège de Maastricht le 10 juin 1673), Franche-Comté, Lorraine et Alsace. Il se spécialise alors dans la composition de marches militaires destinées à accompagner les troupes.
Interprète dans l'orchestre du Bourgeois gentilhomme que Molière donne en 1670 à Chambord il intègre le poste de basson à la Chapelle de la Reine en 1672. Il est « dessus de cromorne et dessus de hautbois des petits violons de la Chambre » de 1690 à 1716. Lully le fait entrer à l’Académie Royale de Musique en 1677. « Tambour de la Chambre et Grande Écurie » du roi le 12 mai 1678, il revend finalement cet office le 6 juin 1699, après avoir accompagné une nouvelle fois son monarque en Alsace, Franche-Comté, Luxembourg, Allemagne et Flandres. Du 23 décembre 1681 au 16 décembre 1729, il officie comme « haute-contre de hautbois et dessus de violon de la Chambre et Grande Écurie » du Roi puis comme « flûte et basse de cromorne des Symphonistes de la Chapelle » royale en 1682. Il endosse alors le titre envié d'Ordinaire de la Musique du Roi.
En 1702, il sera responsable de la garde de la Bibliothèque de la Musique du Roi que ce dernier avait fondée peu après son avènement afin d'ajouter aux productions de son règne l’ensemble des œuvres musicales créées sous ses prédécesseurs, Henri IV et Louis XIII. 
C'est François Fossard (1642-1702), petit violon du Roi et symphoniste de la Chapelle, qui fut en premier lieu chargé de cette tâche. André Danican le seconda dès 1683 avant de lui succéder définitivement à sa mort, ainsi que le prouve un Privilège d'édition joint aux « Airs italiens » publiés conjointement par les deux hommes en 1695 :

« Nos chers et bien aimés André Danican Philidor et François Fossard, tous deux Ordinaires de notre musique, nous ont fait remonstrer, que depuis trente années, ils ont recueilli avec soins par nos ordres, tous ce que les plus célèbres musiciens de L’Europe ont composé de plus beau, tant pour la Musique de la Chapelle, Musique de notre Chambre, Simphonies instrumentales qu’autres pièces choisies des Opéras qui ont été faits dans les pays étrangers dont ils ont rassemblé pour notre service plus de mille volumes écrits à la main qui n’ont point encore été imprimez dans notre royaume. »

C’est à André Danican que l'on doit la richesse des fonds musicaux de la Bibliothèque nationale de France et de celle de Versailles : ballets, opéras, musique instrumentale ou religieuse y sont réunis en de précieux volumes qui présentent notamment la plupart des grands ballets et comédies-ballets de Lully ainsi que les productions vocales de Lalande.
Avec son frère, Philidor « le Cadet », il est l'aîné de la dynastie ayant œuvré au service de Louis XIV. Parmi les vingt-trois enfants qu'il eut de deux lits différents se distinguent Anne et François, tandis que son frère Jacques sera le père de Pierre. Selon Titon du Tillet, « ces musiciens formeront des concerts agréables et brillants sur le Parnasse, qui en feront résonner les Collines, les Vallons et les Échos […] ». Il poursuit à propos d'André : « Pierre Danican Philidor étoit bibliothécaire des Livres de musique du Roi ; il a assemblé deux Livres de symphonies, dont il est auteur de la meilleure partie ; ils sont imprimés chez Christophe Ballard, de même que deux Livres d’airs et de sonates, pour la flûte et le hautbois de François Philidor, son fils [sic]. »

## Principales œuvres
- 1670 : Marche des Mousquetaires ; [Nouvelle] Marche des Mousquetaires
- 1674 : Descente des armes des Mousquetaires.
- 1679 : Marche française.
- 1680 : Concert de hautbois
- 1685 : Midas, mascarade ; 55 pièces pour trompettes et timbales ; Marche du carrousel du Dauphin; Marche à quatre timbales pour le carrousel de Monseigneur
- 1687 : Le Canal de Versailles, ballet
- 1688 : La Princesse de Crête, comédie héroïque ; Le Mariage de la Grosse Cathos avec la Couture, mascarade.
- 1690 : Marche des pompes funèbres pour la Dauphine
- 1692 : Marche des Grenadiers à cheval
- 1694 : Marche pour les Boulonnais du duc d’Aumont
- 1695 : 24 danses et airs italiens
- 1699 : Suites de (20) danses pour les violons et hautbois qui sejouent rdinairement aux bals chez le roi - Livre Ier par Mr. Philidor l'aîné
- 1700 : Mascarades : Le Roy de la Chine ; Les Savoyards ; La Noce de village ; Le Vaisseau marchand ; La Fête d’Arcueil ; Quatre suites pour basse ; Le Jeu d'échecs.
- 1702 : La Marche pour les Mousquetaires du Roi d’Espagne.
- 1705 : La Générale de la Garde française ; La Marche suisse ; Marche ; Marche du régiment de Saluces ; Marche liégeoise ; Marche hollandaise ; Sept appels de chasse
- 1712 : 28 menuets ; Passepied
- 1715 : Onze danses ; Suite en mi
- 1717 : Le Cercle d’Anet, divertissement instrumental ; Menuet
- 1719 : Suite en si ; 19 danses
- s.d. : Menuet pour guitare ; Musette